# Escallonia alpina
Escallonia alpina är en tvåhjärtbladig växtart som beskrevs av Eduard Friedrich Poeppig och Endl. Escallonia alpina ingår i släktet Escallonia och familjen Escalloniaceae.

## Underarter
Arten delas in i följande underarter:
- E. a. carmelitana
- E. a. glabrata